# گرگ عربی
گرگ عربی (نام علمی: Canis lupus arabs) نام یک زیرگونه از گرگ خاکستری است که در شبه جزیره عرب زندگی می‌کند. گرگ عربی کوچک‌جثه‌ترین گرگ شناخته‌شده‌است. این گرگ سازگار با محیط بیابانی است و به‌طور عادی در گله‌های کوچک زندگی می‌کند و همه‌چیزخوار است، از مردار و زباله تا طعمه‌های کوچک و متوسط.
گرگ عربی زمانی در سراسر شبه‌جزیره عربستان یافت می‌شد، اما اکنون فقط در گروه‌های کوچک در جنوب اسرائیل، جنوب و غرب عراق، عمان، یمن، اردن، عربستان سعودی و برخی از قسمت‌های شبه‌جزیره سینا در مصر زندگی می‌کند. به دلیل آزار و اذیت انسان تعداد این گرگ‌ها در بیشتر مناطق کم است. در عمان، جمعیت گرگ به دلیل ممنوعیت شکار افزایش یافته‌است. در اسرائیل، بین ۱۰۰ تا ۱۵۰ گرگ عربی در سراسر بیابان نگب و وادی عربه یافت می‌شود. امارات متحده عربی و مصر هر دو برنامه پرورش گرگ عربی دارند و این گونه از گرگ در عمان و اسرائیل محافظت می‌شود، اما در جاهای دیگر آینده آن‌ها نامشخص است. در عربستان سعودی، گرگ عربی در جاهایی محافظت می‌شود و هنوز هم در مکان‌هایی با فعالیت کم انسانی زندگی می‌کند.